# Chelaethiops elongatus
Chelaethiops elongatus és una espècie de peix cipriniforme de la família dels ciprínids.

## Morfologia
Els mascles poden assolir els 6,2 cm de longitud total.

## Distribució geogràfica
Es troba a Àfrica: riu Congo.